# Doe Maar (album)
Doe Maar uit 1979 is het eerste studioalbum van de Nederlandse popgroep Doe Maar. De enige verwijzing naar de naam van de groep staat in de volgende tekst op de achterzijde: Doe Maar is Carel Copier, Piet Dekker, Jan Hendriks en Ernst Jansz.
Het album, met gastbijdragen van Massada-percussionisten Nippy Noya en Zeth Mustamu, verkocht 2000 exemplaren.
De single Ik zou het willen doen werd gepromoot met een optreden in Op Volle Toeren, en bereikte begin 1980 de tipparade. 
Een recensent van Muziek Expres schreef destijds "Ik zie niet in dat deze groep een positieve bijdrage zal leveren aan de toekomst van de (Nederlandstalige) popmuziek".

## Bezetting
- Piet Dekker - basgitaar, zang
- Ernst Jansz - toetsen, zang
- Jan Hendriks - elektrische gitaar, zang
- Carel Copier - drums, zang

Gastmusici:
- Sjeng Kraft - accordeon
- Evert Hekkema - trompet
- Nippy Noya - percussie
- Zeth Mustamu - percussie
- Patricia Maessen - achtergrondzang
- Stella Maessen - achtergrondzang

## Nummers
| Nr. | Titel                           | Schrijver(s)              | Duur |
| --- | ------------------------------- | ------------------------- | ---- |
| 1.  | Anita                           | Ernst Jansz               | 3:28 |
| 2.  | Whiskey Coke                    | Piet Dekker               | 2:08 |
| 3.  | Wees Niet Bang Voor Mijn Lul    | Ernst Jansz               | 2:12 |
| 4.  | Je Liet Me Staan                | Piet Dekker               | 2:19 |
| 5.  | Verdomme, Ik Doe Het Wel Alleen | Ernst Jansz, Piet Dekker  | 2:04 |
| 6.  | Hé, Hé                          | Ernst Jansz               | 4:39 |
| 7.  | Repelsteel                      | Ernst Jansz, Jan Hendriks | 1:28 |

| Nr. | Titel                                   | Schrijver(s)              | Duur |
| --- | --------------------------------------- | ------------------------- | ---- |
| 1.  | Ik Zou Het Willen Doen                  | Ernst Jansz               | 3:07 |
| 2.  | Als De Morgen Komt                      | Carel Copier, Ernst Jansz | 4:26 |
| 3.  | Politiekman                             | Ernst Jansz               | 2:56 |
| 4.  | Regen                                   | Ernst Jansz               | 3:10 |
| 5.  | Het Leven Gaat Door / Er Verandert Niks | Ernst Jansz               | 3:01 |
| 6.  | Karneval                                | Zeth Mustamu, Ernst Jansz | 2:14 |